# ادوارد روشی
ادوارد روشِـی (انگلیسی: Edward Ruscha؛ ‏ ‎/ruːˈʃeɪ/‎، roo-SHAY؛ زادهٔ ۱۶ دسامبر ۱۹۳۷) نقاش، عکاس و کارگردان فیلم اهل ایالات متحده آمریکا است. وی ساکن کال‌ور سیتی است و در همانجا مشغول به فعالیت است.
وی همچنین برندهٔ جوایزی همچون کمک‌هزینه گوگنهایم شده‌است.